# Xhevdet Bajraj
Xhevdet Bajraj, född 6 mars 1960 i Ponorac i Malisheves i Kosovo i dåvarande Jugoslavien, död 22 juni 2022 i Mexico City, Mexiko, var en kosovansk-mexikansk poet och manusförfattare.
Bajraj flydde från kriget i Kosovo och bosatte sig i Mexico City tillsammans med fru och två barn.